# Kindai Mājan Original
Kindai Mājan Original (jap. 近代麻雀オリジナル) war ein japanisches Manga-Magazin, das Geschichten um das Spiel Mah-Jongg veröffentlicht und daher zum Mah-Jongg-Genre gezählt wird. Es erscheint seit 1977 bei Take Shobō und entstand als Ableger zu dessen Mah-Jongg-Spielermagazin Kindai Mājan. Später stellten sich neben Original noch die Schwestermagazine Kindai Mājan Bessatsu und Kindai Mājan Gold. Original ist unter den dreien das Magazin, in denen das Spiel als „angenehm/wohltuend“ thematisiert wird. Die Leserschaft ist zum Großteil männlich und zwischen 16 und 22 Jahren alt.

## Serien (Auswahl)
- Haō Densetsu Lion von Kōji Shinasaka
- Mudazumo Naki Kaikaku von Hideki Ōwada
- Umehara no Mahjong von Michiaki Kiyama
- Washizu: Enma no Tōhai von Keiichirō Hara